# International Sustainability Standards Board
Das International Sustainability Standards Board (ISSB) ist ein Gremium zur Erarbeitung internationaler Standards für die Berichterstattung bzgl. Nachhaltigkeitsthemen.
Im Rahmen der UN-Klimakonferenz in Glasgow kündigte das Kuratorium der IFRS Foundation am 3. November 2021 die Gründung dieses neuen Standardsetzungsgremiums an.
Internationale Investoren mit globalen Anlageportfolios fordern zunehmend eine qualitativ hochwertige, transparente, zuverlässige und vergleichbare Berichterstattung von Unternehmen zu Klima- und anderen Umwelt-, Sozial- und Governance-Themen (ESG). Das ISSB soll einen umfassenden globalen Grundstock an nachhaltigkeitsbezogenen Offenlegungsstandards schaffen, die Investoren und andere Kapitalmarktteilnehmer mit Informationen über die nachhaltigkeitsbezogenen Risiken und Chancen von Unternehmen versorgen und ihnen helfen, fundierte Entscheidungen zu treffen.

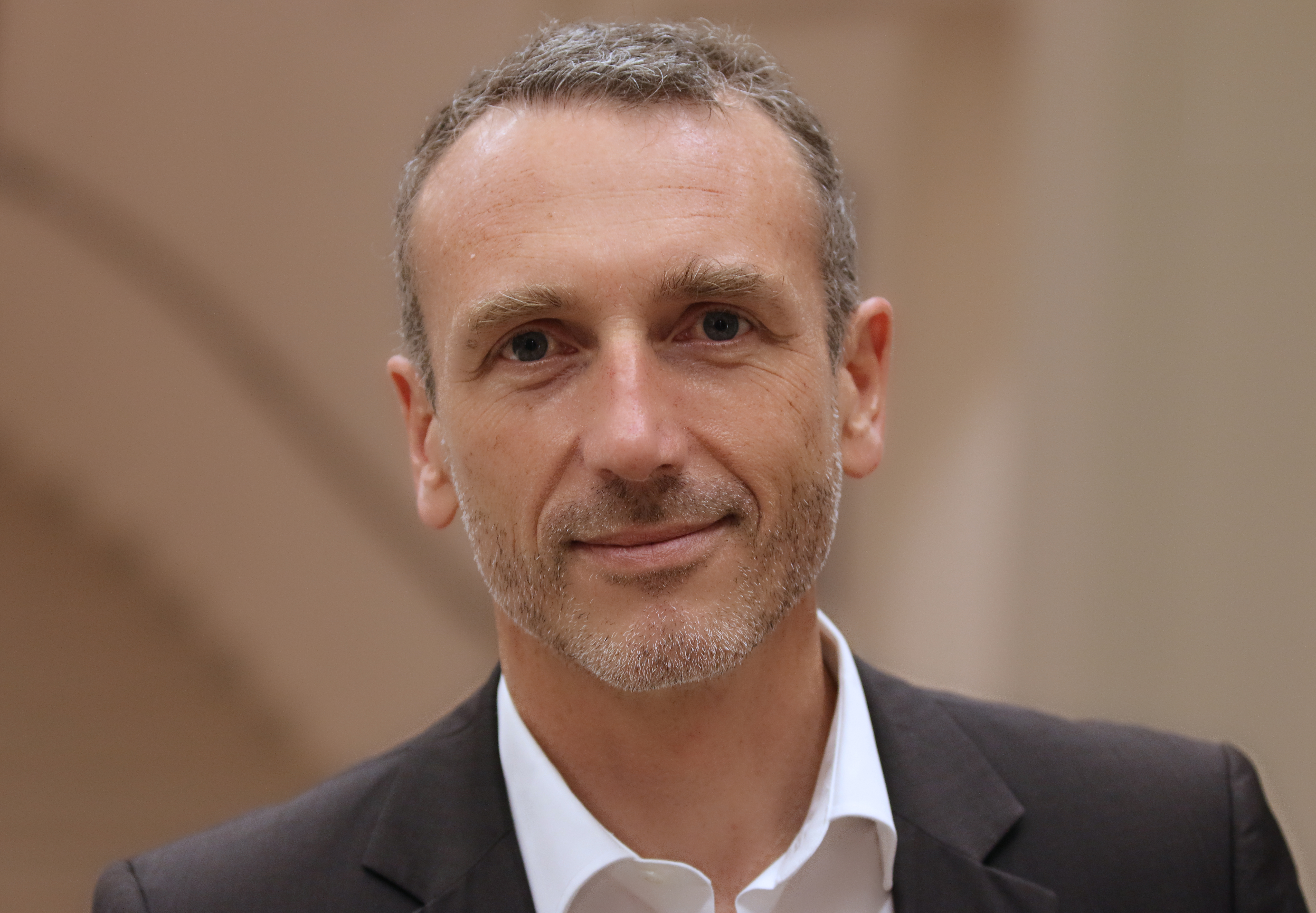
Emmanuel Faber, Vorsitzender des ISSB (Aufnahmedatum 2014)

Der Sitz des ISSB ist Frankfurt am Main. Dort werden das Board und das Büro des Chairs angesiedelt. Ende 2023 hatte das Board 15 Mitglieder. Den Vorsitz übernimmt Emmanuel Faber, ehemaliger CEO von Danone. Neben Frankfurt werden eine Vertretung in Montreal und ein weiteres Büro im asiatisch-pazifischen Raum den „globalen Fußabdruck“ des ISSB unterstreichen. Am 19. Juni 2023 hat die IFRS Foundation mitgeteilt, dass das ISSB ein Büro in Peking eröffnet hat. Damit wurde die Ankündigung aus 2021 umgesetzt, auch in Asien prominent vertreten zu sein, um die internationale Präsenz (global Footprint) des ISSB herzustellen.
Am 26. Juni 2023 hat das ISSB seine ersten beiden Standards IFRS S1 und IFRS S2 veröffentlicht.
Der Buchstabe „S“ steht hierbei für Sustainability (englisch für Nachhaltigkeit) und soll helfen, die Standards von den „normalen“ IFRS-Standards zu unterscheiden, die lediglich eine Nummer haben – z. B. IFRS 9.

## Veröffentlichte Standards
Bislang hat das ISSB folgende Standards veröffentlicht:
| Standard | Bezeichnung                                                                         | Veröffentlichung | Dokumente | Seiten | Weblink |
| -------- | ----------------------------------------------------------------------------------- | ---------------- | --------- | ------ | ------- |
| IFRS S1  | General Requirements for Disclosure of Sustainability-related Financial Information | 26.06.2023       | 3         | 122    | IFRS S1 |
| IFRS S2  | Climate-related Disclosures                                                         | 26.06.2023       | 4         | 622    | IFRS S2 |

## Veröffentlichte Dokumente
Der Zugriff auf die Dokumente ist i. d. R. auf registrierte Benutzer beschränkt. Eine kostenlose Registrierung ist aber z. B. für Studenten relativ einfach möglich. Neben dem Standard selbst werden i. d. R. mehrere Dokumente publiziert, die die Anwender bei der Umsetzung unterstützen sollen:
| Standard | Titel                                                                               | Seiten  |
| -------- | ----------------------------------------------------------------------------------- | ------- |
| IFRS S1  | General Requirements for Disclosure of Sustainability-related Financial Information | Σ = 122 |
| IFRS S1  | Standard                                                                            | 48      |
| IFRS S1  | Accompanying Guidance                                                               | 17      |
| IFRS S1  | Basis for Conclusions                                                               | 57      |
| IFRS S2  | Climate-related Disclosures                                                         | Σ = 662 |
| IFRS S2  | Standard                                                                            | 46      |
| IFRS S2  | Accompanying Guidance                                                               | 23      |
| IFRS S2  | Basis for Conclusions                                                               | 55      |
| IFRS S2  | Industry-based Guidance 1                                                           | 538     |

Fußnoten zur Tabelle

## Standards in Entwicklung
Aktuell arbeitet das ISSB an der „Sustainability Disclosure Taxonomy“, deren Entwurf am 27. Juli 2023 veröffentlicht wurde. Hierin geht es um die Details bzw. die technische Darstellung von Nachhaltigkeitsdaten, die gemäß den Standards IFRS S1 und IFRS S2 zu veröffentlichen sind.
Veröffentlicht wurden das Konzept selbst „Proposed IFRS Taxonomy“ (53 Seiten) und ein Paket mit der Bezeichnung “Proposed IFRS Sustainability Disclosure Taxonomy: taxonomy package”, das ca. 150 Dateien im XML-Format bzw. XSD-Format enthält.
Dieses Vorhaben ist mit der EU-Taxonomie nicht vergleichbar, deren Kern die Definitionen von Bedingungen sind, unter denen eine wirtschaftliche Aktivität als taxonomiekonform und somit als „nachhaltig im Sinne der EU-Taxonomie“ gilt.